# 索奇克察尔
索奇克察尔，也称伊奇波奇特利（为“少女”之意），是阿兹特克神话中代表丰饶、美丽与女性权力的女神，索奇皮利之孪生姐妹。她被视作当地年轻母亲、怀孕、分娩的庇护者，亦是一些手工艺（例如纺织、刺绣）的保护神。在玛雅神话中，其与女神I之概念相似。

## 名称

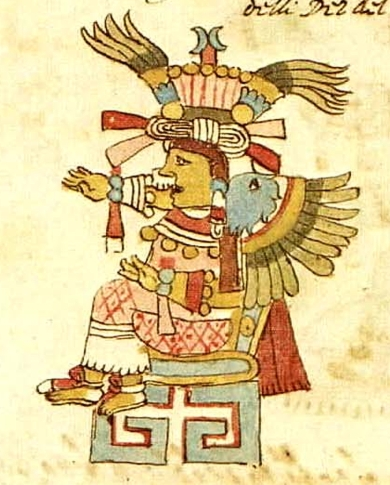
16世纪里奥斯手抄本中的索奇克察尔形象

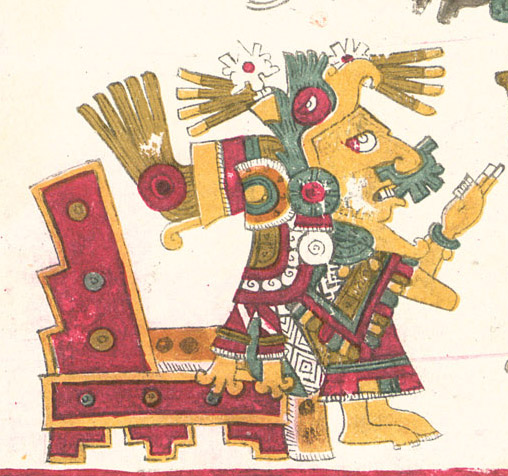
波吉亚手抄本中的索奇克察尔形象

纳瓦特尔文中，索奇克察尔（Xōchiquetzal）一词由xōchitl（意为“花”）与quetzalli（意为“绿咬鹃之羽毛”，也有“形容词，表‘珍贵’”一说）二词组合而来。其别名伊奇波奇特利（Ichpōchtli）则为“少女”一词的个体化。

## 描述
与阿兹特克神话中多数女性神祇不同，索奇克察尔被描述成一个富有魅力、年轻诱人的女子，且周身饰有标志性的花草（万寿菊为其圣花），身后常跟随着鸟与蝴蝶。
崇拜她的节日以八年为周期举办。节日上，拜神者会戴上动物或花朵形状的面具。
其夫为雨神特拉洛克，而后特斯卡特利波卡将其诱奸并强迫其嫁给自己。其他版本中也可见其嫁为森特奥特尔、希赫特库特利之妻的说法。
人类学家乌戈·努蒂尼（Hugo Nutini）在其论文中称索奇克察尔为奥科特兰圣母之原型。

## 引注
1. 1 2  Nahuatl Dictionary. (1997). Wired Humanities Project. University of Oregon. Retrieved September 1, 2012, from link （页面存档备份，存于）
2. ↑  Clendinnen (1991, p.163); Miller & Taube (1993, p.190); Smith (2003, p.203)
3. ↑  Nutini (1976), passim.